# دی‌استون الکل
دی‌استون الکل (به انگلیسی: Diacetone alcohol) با فرمول شیمیایی C6H12O2 یک ترکیب شیمیایی است. که جرم مولی آن 116.16 g/mol می‌باشد. شکل ظاهری این ترکیب، مایع بی‌رنگ است.و رنگ بر متوسطی برای باکتری های گرم است.